# Gouvernement Skvernelis
République de Lituanie
Butkevičius Šimonytė
Le gouvernement Skvernelis (en lituanien : Septynioliktoji Vyriausybė) est le gouvernement de la république de Lituanie entre le 13 décembre 2016 et le 11 décembre 2020, durant la douzième législature du Seimas.

## Historique du mandat
Dirigé par le nouveau Premier ministre indépendant Saulius Skvernelis, ce gouvernement est constitué et soutenu par une coalition gouvernementale de centre gauche entre l'Union lituanienne agraire et des verts (LVŽS) et le Parti social-démocrate lituanien (LSDP). Ensemble, ils disposent de 71 députés sur 141, soit 50,35 % des sièges du Seimas.
Il est formé à la suite des élections législatives des 9 et 23 octobre 2016.
Il succède donc au gouvernement du social-démocrate Algirdas Butkevičius, constitué et soutenu par une alliance de centre gauche entre le LSDP, le Parti du travail (DP) et Ordre et justice (TT).

### Formation
Au cours du scrutin, la LVŽS remporte une forte majorité relative avec plus d'un tiers des sièges tandis que la majorité sortante est laminée et abandonne 51 députés. Après avoir cherché à former une alliance à trois avec l'Union de la patrie - Chrétiens-démocrates lituaniens (TS-LKD) et le LSDP, les centristes se résolvent à gouverner uniquement avec ces derniers.
Désigné formateur du gouvernement dès le 24 octobre, Skvernelis est investi Premier ministre par le Seimas le 22 novembre par 90 voix pour, quatre voix contre et 33 abstentions. La liste des 14 ministres est dévoilée par la présidente de la République Dalia Grybauskaitė sept jours plus tard. Skvernelis présente officiellement son programme le 6 décembre suivant aux députés.
Lors du vote organisé au Seimas le 13 décembre, le gouvernement reçoit la confiance parlementaire par 86 voix pour, trois contre et 40 abstentions.

## Composition

### Initiale (13 décembre 2016)
| Fonction                                      | Titulaire | Titulaire                                                                                 | Parti |
| --------------------------------------------- | --------- | ----------------------------------------------------------------------------------------- | ----- |
| Premier ministre                              |           | Saulius Skvernelis                                                                        | Sans  |
| Ministre de la Santé                          |           | Aurelijus Veryga                                                                          | Sans  |
| Ministre de l'Intérieur                       |           | Eimutis Misiūnas                                                                          | Sans  |
| Ministre de la Justice                        |           | Milda Vainiutė (jusqu'au 06/03/2018) Elvinas Jankevičius (depuis le 15/05/2018)           | Sans  |
| Ministre de la Culture                        |           | Liana Ruokytė-Jonsson (jusqu'au 07/12/2018) Mindaugas Kvietkauskas (depuis le 11/01/2019) | Sans  |
| Ministre de l'Agriculture                     |           | Bronius Markauskas (jusqu'au 14/05/2018) Giedrius Surplys (depuis le 15/05/2018)          | LVŽS  |
| Ministre des Affaires étrangères              |           | Linas Linkevičius                                                                         | LSDP  |
| Ministre de l'Environnement                   |           | Kęstutis Navickas (jusqu'au 07/12/2018) Kęstutis Mažeika (depuis le 04/04/2019)           | Sans  |
| Ministre de l'Énergie                         |           | Žygimantas Vaičiūnas                                                                      | Sans  |
| Ministre de la Défense nationale              |           | Raimundas Karoblis                                                                        | Sans  |
| Ministre de la Sécurité sociale et du Travail |           | Linas Kukuraitis                                                                          | Sans  |
| Ministre de l'Éducation et de la Science      |           | Jurgita Petrauskienė (jusqu'au 07/12/2018) Algirdas Monkevičius (depuis le 15/01/2018)    | Sans  |
| Ministre des Transports et des Communications |           | Rokas Masiulis                                                                            | Sans  |
| Ministre des Finances                         |           | Vilius Šapoka                                                                             | Sans  |
| Ministre de l'Économie                        |           | Mindaugas Sinkevičius (jusqu'au 13/10/2017)                                               | LSDP  |
| Ministre de l'Économie                        |           | Virginijus Sinkevičius (à partir du 28/11/2017)                                           | LVŽS  |

### Remaniement du8 août 2019
| Fonction                                      | Titulaire | Titulaire                                    | Parti |
| --------------------------------------------- | --------- | -------------------------------------------- | ----- |
| Premier ministre                              |           | Saulius Skvernelis                           | Sans  |
| Ministre de la Santé                          |           | Aurelijus Veryga                             | Sans  |
| Ministre de l'Intérieur                       |           | Rita Tamašunienė                             | LLRA  |
| Ministre de la Justice                        |           | Elvinas Jankevičius                          | Sans  |
| Ministre de la Culture                        |           | Mindaugas Kvietkauskas                       | Sans  |
| Ministre de l'Agriculture                     |           | Andrius Palionis                             | LSDDP |
| Ministre des Affaires étrangères              |           | Linas Linkevičius                            | Sans  |
| Ministre de l'Environnement                   |           | Kęstutis Mažeika                             | Sans  |
| Ministre de l'Énergie                         |           | Žygimantas Vaičiūnas                         | Sans  |
| Ministre de la Défense nationale              |           | Raimundas Karoblis                           | Sans  |
| Ministre de la Sécurité sociale et du Travail |           | Linas Kukuraitis                             | Sans  |
| Ministre de l'Éducation et de la Science      |           | Algirdas Monkevičius                         | Sans  |
| Ministre des Transports et des Communications |           | Jaroslav Narkevič                            | LLRA  |
| Ministre des Finances                         |           | Vilius Šapoka                                | Sans  |
| Ministre de l'Économie et de l'Innovation     |           | Virginijus Sinkevičius (jusqu'au 30/11/2019) | LVŽS  |
| Ministre de l'Économie et de l'Innovation     |           | Žygimantas Vaičiūnas (par intérim)           | Sans  |
| Ministre de l'Économie et de l'Innovation     |           | Rimantas Sinkevičius (depuis le 30/06/2020)  | LSDDP |